# Municipio de Teziutlán
El municipio de Teziutlán (del náhuatl: Teciitl, yotl, tepetl, tzintlán ‘ granizo, propiedad, cerro, abajo’‘ Lugar junto al cerro lleno de granizo’) es uno de los 217 municipios que conforman al estado mexicano de Puebla y es la tercera ciudad más habitada e importante del estado, se localiza en el noreste de la entidad, cerca de la zona limítrofe con el estado de Veracruz. Su cabecera municipal es la Ciudad de Teziutlán (Puebla), la cual el 26 de junio de 2023 recibió el nombramiento de Pueblo Mágico por parte de la Secretaría de Turismo (SECTUR) y es considerada la ciudad con más niebla en México.
El municipio de Teziutlán cuenta con una población de 103 246 habitantes y la ciudad cuenta con una población de 62 849 habitantes. Es conocida como: «La Perla de la Sierra». Teziutlán con Chignautla conforman la Zona metropolitana de Teziutlán, una de las 59 áreas metropolitanas existentes en el país, con una población de 138 806 habitantes.

## Historia

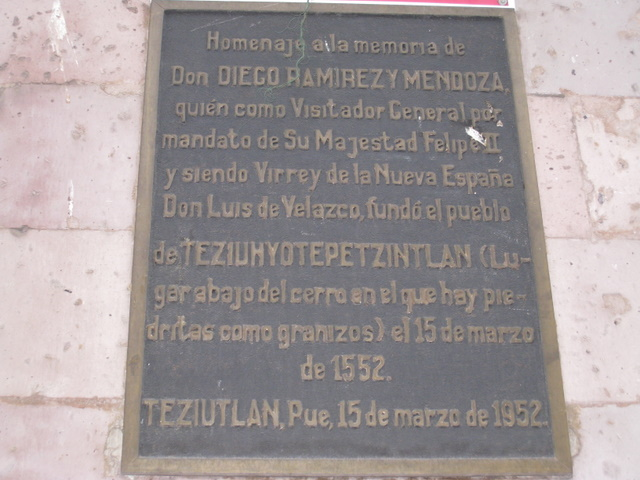
Placa ubicada en los bajos del palacio del municipio.

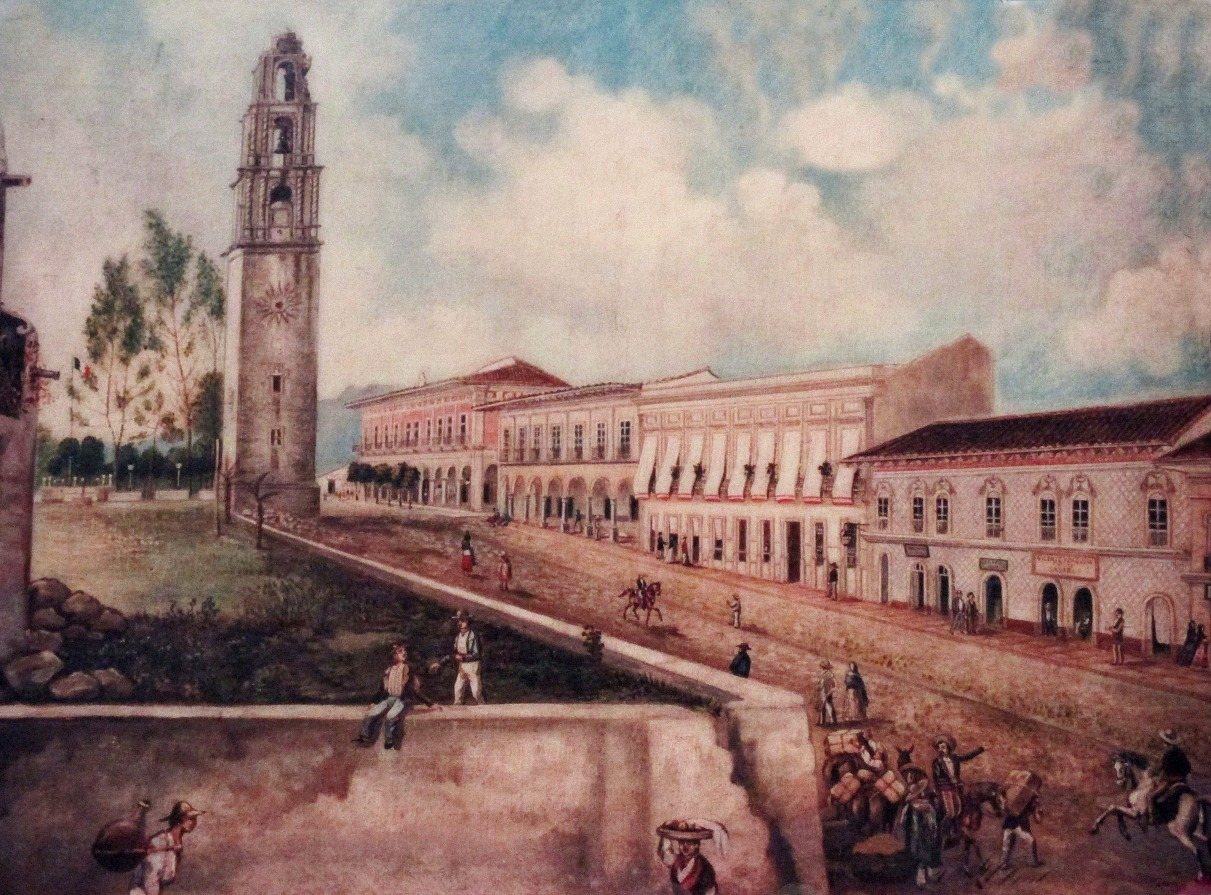
Antigua calle Reforma (hoy Allende) con la torre campanario demolida en 1882.

En épocas prehispánicas, esta región estuvo habitada por comunidades nahuas, totonacas y también, probablemente, por grupos olmecas y toltecas. La Triple Alianza de guerra (Tenochtitlán, Texcoco y Tlacopan) sometió a la población durante el dominio del Imperio Azteca en la zona.
El 19 de agosto de 1519, la región fue lugar de paso de las tropas de los conquistadores españoles comandadas por Hernán Cortés hacia Tenochtitlán.
En la parte baja del Palacio Municipal, en las esquinas de las calles Hidalgo y Allende, hay una placa conmemorativa del año 1952 que celebra los cuatrocientos años de la fundación. La inscripción dice lo siguiente:
"Homenaje a la memoria de Diego Ramírez Mendoza, quien como Visitador General, por mandato de Su Majestad Felipe II y siendo Virrey de la Nueva España don Luis de Velasco, fundó el pueblo de Teziuyotepetzintlan (lugar abajo del cerro en el que hay piedritas como granizos) el 15 de marzo de 1552. Teziutlán, Pue., 15 de marzo de 1952".
Después de la conquista, en los primeros años del Virreinato de la Nueva España, se establecieron las encomiendas, que duraron hasta 1550. En esa fecha, el gobierno virreinal de don Luis de Velasco y Ruiz de Alarcón administró la población hasta el 15 de marzo de 1552. En los primeros días de ese mismo mes, los hermanos tlaxcaltecas Miguel y Martín de Rojas, recién nombrados gobernador y alcalde de Mexcalcuautla respectivamente, llegaron a esta región con el objetivo de preparar la llegada del Juez Visitador General Diego Ramírez Mendoza, enviado del Virrey. Venía a marcar los límites de Mexcalcuautla, Acateno, Xiutetelco y Chignautla, además de proceder con la fundación de un nuevo pueblo y autorizar las concentraciones y asentamientos de las comunidades en el paraje denominado Teziuhyo-Tepetzintlán, cabecera de provincia que llevaría ese nombre.
El 15 de marzo de ese mismo año, con las órdenes del Virrey, el General Diego Ramírez Mendoza, acompañado por el teniente Juan Gómez y los alcaldes mayores de San Juan de los Llanos y Xalapa, don Carlos Vázquez y don Juan González, junto con los hermanos Miguel y Martín de Rojas, firmó el acta de fundación. A la vez, inició la evangelización y bautismo de los indígenas de toda la región.
En los Títulos expedidos en el año 1620, con el nombre de Teciuhtlán, se erigió una ermita en honor a San Miguel Arcángel, el santo patrono del pueblo recién fundado, en el sitio donde actualmente se encuentra la Catedral del Sagrario de esta ciudad. Los límites del municipio se definieron por Cédula Real, expedida el 16 de enero de 1710.
En 1812, se organizaron escuadrones y compañías para luchar por la Independencia de México, cuya patrona, generala y estandarte fue la Virgen del Carmen, hoy patrona de esta ciudad, a quien se le conmemora cada 16 de julio.
La ciudad, después de su fundación, fue parte del estado de Veracruz hasta 1824, cuando se creó la Federación de los Estados delimitándose todo el territorio nacional. Teziutlán quedó ubicado dentro del estado de Puebla, siendo creado como municipio en 1825. Recibió el título de Villa de Teziutlán el 24 de febrero de 1847, por decreto del gobernador del estado, Domingo Ibarra.
El licenciado y general don Miguel Cástulo Alatriste la elevó a la categoría de Ciudad de Teziutlán de Mejía por decreto el 10 de agosto de 1847, en honor al militar cubano José Antonio Mejía, quien tenía su cuartel general en esta ciudad y que se sublevó en su campaña de Tampico contra el gobierno tiránico del usurpador Anastasio Bustamante. Fue abatido y fusilado en Acajete (Puebla) el 3 de mayo de 1839, por órdenes de Antonio López de Santa Anna.
En 1865, la Guardia Nacional Teziuteca fue derrotada por las tropas imperialistas austriacas durante la invasión de la Legión Extranjera Francesa. Sin embargo, un año más tarde, en 1866, la Guardia Nacional Teziuteca logró expulsar a los invasores extranjeros.
Durante en el Porfiriato, Teziutlán y la región experimentaron, como muchas otras zonas del país, un importante crecimiento económico, dado especialmente por el aumento de la inversión en el desarrollo y fomento de las actividades productivas.
Entre los factores para explicar este crecimiento, fue la llegada del ferrocarril, así como de las facilidades que recibieron inversionistas nacionales y extranjeros, para emprender diferentes empresas en la región.
Fue así que Teziutlán fue de las primeras ciudades en disfrutar de energía eléctrica, transporte vía ferrocarril a la capital del estado y del país, así como la generación de diferentes fuentes de empleo en la industria minera.
La región también sufrió los embates de la Revolución Mexicana de 1910 y de la Guerra Cristera de 1926. En este contexto, destaca el capítulo de los maestros mártires ejecutados durante la guerra. También se menciona a unos "niños héroes" que murieron durante el conflicto. El 12 de febrero de 1943, por decreto, se concede el Escudo de Armas de la ciudad.
Según el libro del cronista e historiador teziuteco Emilio García Bonilla llamado "Páginas Teziutecas" nos como empezó el auge de Teziutlán en los años 40 y su impacto posterior, cuyo fragmento dice lo siguiente: 
"Para 1940, la influyente familia aumentaba su poder: la máxima autoridad del país era Manuel Ávila Camacho, presidente de la República; su hermano Maximino concluía su gobierno al frente del estado de Puebla y posteriormente se hizo cargo de la Secretaría de Comunicaciones y Obras Públicas; otro hermano, Rafael, presidió el ayuntamiento de la capital poblana después de haber sido diputado federal. Teziutlán comenzó a vivir sus años de gloria y la ciudad fungió extraoficialmente como capital de la República en varias ocasiones con la visita de políticos de alto nivel que llegaban para entrevistarse con los hermanos generales."
También en resumidas palabras del mismo libro que hablaba de la época decía que en los años cuarenta, se realizaron importantes obras en la ciudad. Se pavimentaron las calles principales, removiendo las calzadas empedradas y rieles del tranvía. El viejo kiosco fue reemplazado por una estructura moderna, y se construyó un nuevo mercado más amplio y estético. Junto a este, se erigió la primaria "Miguel Hidalgo". También se creó el Centro de Capacitación Industrial "Juan Francisco Lucas" para indígenas y un hospital regional, que sustituyó al antiguo Hospital Morelos. En 1946, se reconstruyó el palacio municipal, agregándole un segundo piso. Los bailes de gala de las ferias reflejaban las diferencias sociales en esta nueva edificación.
En los años 50 se hizo unas de las obras más emblemáticas e importantes de la ciudad que fue la construcción del Centro Escolar Presidente Manuel Ávila Camacho CEPMAC, se construyó en un amplio terreno del Barrio de San Rafael que había albergado la plaza de toros, un campo deportivo, el rastro y la antena de la primera estación de radio local
Por lo tanto, no sólo se erigió la nueva institución educativa; esa obra también motivó la construcción de la Plaza de Toros El Pinal, el Estadio Municipal, y el Rastro Municipal en la entrada poniente de la ciudad. Esto fue un parteaguas importante en la ciudad y donde se empezó a dar la importancia como un hub comercial y educativo.
También en el libro habló de como se empezó a ser una ciudad cosmopolita y moderna desde la década de los 80:
"En los años ochenta las familias se redujeron en número de integrantes mientras la ciudad se adaptaba a los tiempos nuevos. A principios de la década se construyó la primera unidad habitacional: la colonia Industrial, con 80 viviendas en un terreno cedido por la Compañía Minera Autlán. Se inauguró el Artecinema Avenida que, una vez modernizado, sustituyó a su antecesor y ofreció como primera función "Kramer vs. Kramer" De igual forma, hicieron su aparición las primeras discotecas, llegaron los tacos al pastor y se construyó bajo la Plaza Cívica el centro comercial “La Perla” con instalaciones que dejaban atrás a los mercados tradicionales."
Durante los años 90, Teziutlán experimentó una expansión significativa con la llegada de las primeras franquicias multinacionales y la creación de nuevos comercios secundarios y terciarios. Este crecimiento económico coincidió con un aumento demográfico, lo que impulsó la construcción de más unidades habitacionales y barrios. Sin embargo, también provocó el surgimiento de asentamientos irregulares, como "La Aurora". Este asentamiento fue uno de los más afectados por el desastre natural de 1999, que causó graves daños materiales y la pérdida de vidas humanas debido a deslizamientos de tierra y lluvias torrenciales.
Ya en el siglo XXI, Teziutlán comenzó a modernizarse y globalizarse. El centro de la ciudad fue remodelado, y se construyeron los primeros edificios modernos, así como importantes plazas comerciales. En los años 2010, la Benemérita Universidad Autónoma de Puebla (BUAP) inauguró una facultad de Medicina en el antiguo hospital del Carmen, lo que marcó un hito importante en la expansión educativa de la región. Además, varias universidades públicas y privadas establecieron campus en Teziutlán.
Actualmente, Teziutlán es un "Pueblo Mágico", reconocido por su riqueza cultural y su importancia como zona comercial, educativa y turística en el estado de Puebla. La ciudad sigue en crecimiento, con varios proyectos en proceso que refuerzan su papel como uno de los centros más dinámicos de la región.

## Escudo de Armas

Escudo de Armas de Teziutlán, Digitalizado en 2013

El decreto fue expedido por el XXXV Honorable Congreso Constitucional del Estado, por el cual se comunica que para retener y consolidar sus antecedentes históricos y políticos, se adopta como escudo de armas de la ciudad de Teziutlán el que se conoce y que simboliza a la antigua provincia formada por los pueblos de Mexcalcuautla, Tzimpaco (actualmente San Juan Acateno), Chignautla y Xiutetélco a los que se les dio su cabecera, la cual se estableció en el centro del territorio, con el nombre de Teziutlán. Este decreto fue ordenado el 12 de febrero de 1943 por el C. Gobernador del Estado de Puebla Gonzálo Bautista Castillo y el Srio. General de Gobierno Gustavo Díaz Ordaz.
El cuartel superior izquierdo representa Mexcalcuautla y su jeroglífico significa «Monte de los magueyes» sobre el extremo septentrional del cerro de Chignautla, campo dorado que simboliza la riqueza mineral del antiguo señorío. El cuartel superior derecho corresponde a Tzimpaco conocido actualmente como San Juan Acateno, y su jeroglífico “cañas junto al agua” sobre el cerro de Atoluca, campo azul que es símbolo de las aguas del río Xoloatl, que atraviesa la región. El cuartel inferior izquierdo corresponde a Chignautla con el perfil del cerro del mismo nombre y el jeroglífico quiere decir “los nueve manantiales” campo verde que simbolizará la riqueza forestal de la comarca. El cuartel inferior derecho pertenecerá a Xiutetélco cuyo jeroglífico simboliza “adoradores del fuego”. Campo rojo símbolo de las ardientes lavas que arrasaron esos lugares. El cuartel central es la cabecera de la antigua provincia Teziutlán, con su jeroglífico que quiere decir “lugar cerca del cerro”.
El decreto fue expedido por el honorable constitucional del estado ,m por el cual se comunica que para retener y consolidar sus antecedentes históricos y políticos, se adopta el escudo de armas de la ciudad de Teziutlán, formada por los pueblos de Mexcalcuautla, San Juan Acateno, Chignautla, Xiutetélco y Teziutlán.

## División política y localización
También es cabecera de la región socioeconómica II del estado de Puebla que está dividida en 31 municipios de la sierra nororiental del estado.
La ciudad de Teziutlán es cabecera del distrito electoral, y se divide políticamente en cinco municipios libres que son:
- San José Acateno
- Chignautla
- Hueytamalco
- Xiutetélco
- Teziutlán
- Teteles
- Atempan
- Tenampulco
- Ayotoxco de Guerrero

El municipio de Teziutlán cuenta con 5 juntas auxiliares:
- Atoluca
- Mexcalcuautla
- San Diego
- San Juan Acateno
- San Sebastián

## Relieve, Clima y topografía

### Clima
Teziutlán está ubicado en una zona de transición climática entre los climas templados de la Sierra Norte y los cálidos del declive hacia el Golfo de México. Se identifican tres tipos principales de clima en el municipio:
1. Clima templado húmedo con lluvias en verano: Presente en una pequeña área en el extremo sur del municipio, se caracteriza por inviernos frescos y veranos moderadamente cálidos.
2. Clima semicálido húmedo, con lluvias abundantes todo el año: Predomina en la parte norte del municipio y es más cálido que las áreas centrales.
3. Clima húmedo en el centro del municipio: Donde se encuentra la ciudad de Teziutlán, este clima tiene una alta humedad (entre el 75% y 80% durante todo el año). Las lluvias son más abundantes entre julio y septiembre, alcanzando hasta 13 mm. La temperatura media anual se ha incrementado a 12.6°C, comparado con los 10.9°C que registraba en los años setenta. Este cambio es atribuido a la variabilidad climática.

Teziutlán es conocida por su densa niebla, con un promedio de 280 días al año cubiertos por niebla o neblina, en algunos casos reduciendo la visibilidad a solo 15 metros. Esto la convierte en una de las regiones más neblinosas de México
En cuanto a las temperaturas récord en Teziutlán, Puebla, se ha registrado una gran variabilidad debido a su clima predominantemente frío y húmedo.
Las temperaturas más bajas han llegado a los -2 °C durante los meses de invierno, particularmente en diciembre y enero, mientras que las más altas alcanzan hasta 28 °C durante el verano en meses como abril o mayo. Estos extremos destacan lo cambiante que puede ser el clima en esta región montañosa, que está influenciada por las condiciones de la Sierra Norte y el declive hacia el Golfo de México
En 1998, Teziutlán experimentó un aumento significativo en las temperaturas debido a la influencia del fenómeno de El Niño. Durante este año, se alcanzaron temperaturas inusualmente altas, con registros que superaron los 30 °C en ciertos días de verano, algo atípico para la región, que generalmente presenta un clima más fresco y húmedo. Este fenómeno contribuyó a un incremento de aproximadamente 2 °C en las temperaturas promedio, comparado con las décadas anteriores

### Orografía
Teziutlán se encuentra principalmente dentro de la región morfológica de la Sierra Norte de Puebla, una extensión montañosa caracterizada por sierras paralelas e intercaladas con altiplanicies escalonadas, que van descendiendo hacia la costa del Golfo de México. Al norte del municipio, por debajo de los 1000 metros sobre el nivel del mar, comienza la transición hacia el declive del Golfo, que presenta características volcánicas con chimeneas y colinas aisladas.
El relieve de Teziutlán desciende de sur a norte, de manera irregular en las zonas más altas y de forma más uniforme conforme se avanza hacia el Golfo. Destacan diversos sistemas montañosos que estructuran el paisaje del municipio:
1. Complejo montañoso al noreste de Aire Libre: Se encuentran los cerros de Las Ventanillas, que alcanzan alturas de hasta 1800 metros sobre el nivel del mar.
2. Sierra al poniente: Se eleva desde el sur hacia el norte, extendiéndose al municipio vecino de Chignautla. Aquí sobresalen los cerros Ozuma, Toxcaixtac, Petronaltépetl y el Pico de Águila, con alturas de hasta 2400 metros.
3. Sierra al oriente de San Juan Acateno: Formada por los cerros La Bandera y Colihui, así como montañas aisladas como el Colihuite, el Pinal, el Comal y Las Cuevas.
4. Complejo montañoso al sur de Teziutlán: Culmina en el Cerro Tesivo, conocido localmente como La Magdalena. Este conjunto eleva las alturas del municipio, que varían entre los 600 y los 2500 metros sobre el nivel del mar.

La Sierra Norte es un área propensa a la formación de microclimas debido a su variada topografía, lo que la convierte en una región rica en biodiversidad. Las montañas también juegan un papel clave en la captación de humedad, creando condiciones propicias para la vegetación densa y persistente.
Este entorno también influye en los patrones meteorológicos, como la niebla frecuente, que contribuye a una mayor biodiversidad. Además, la presencia de antiguos conos volcánicos y fallas tectónicas en la región le otorgan a la zona una gran relevancia geológica.

### Geografía

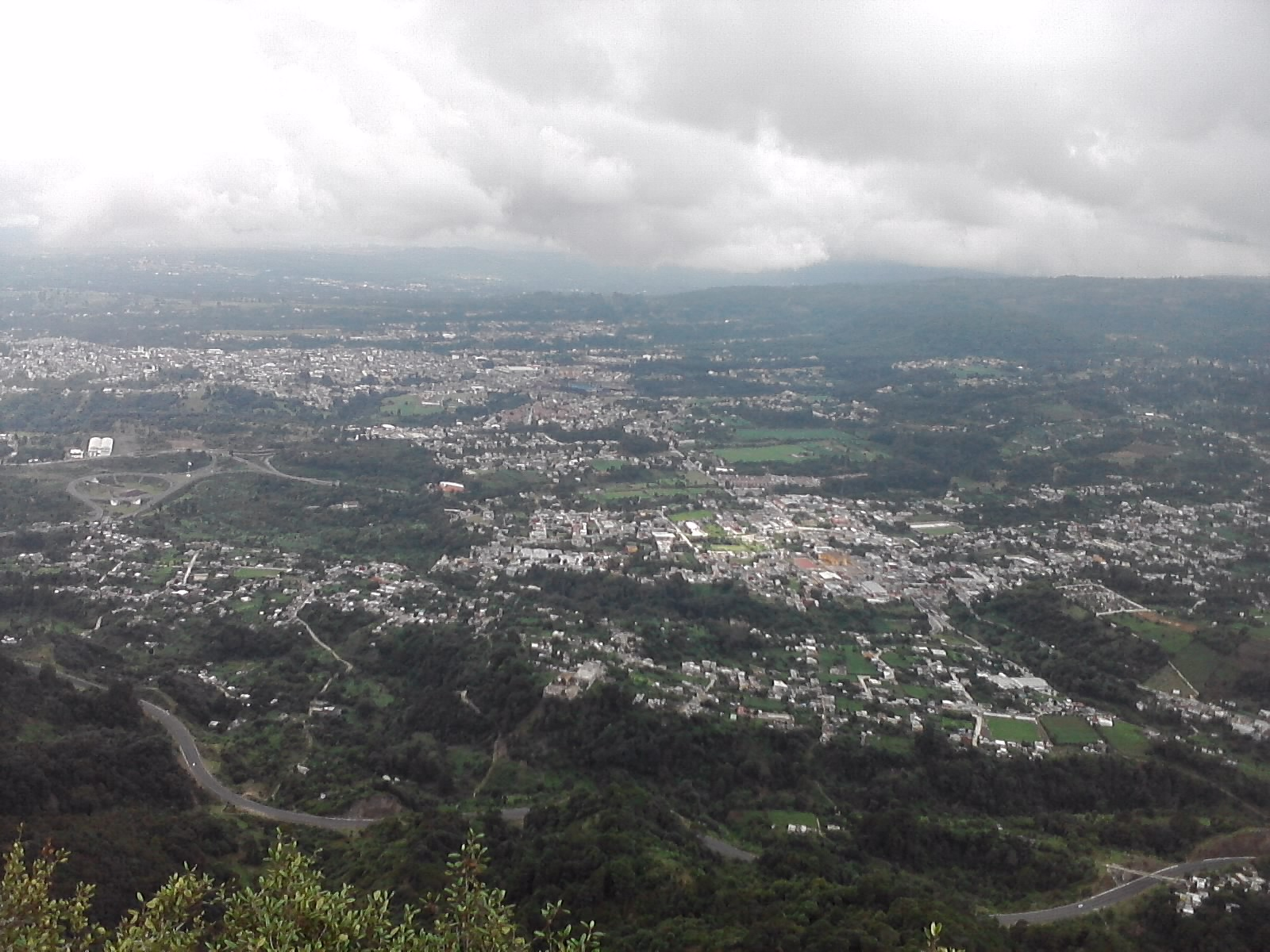
Teziutlán, Puebla desde el Cristo del Cerro de Chignautla

El municipio de Teziutlán tiene 92,6 km², ocupando en extensión el lugar 123 en el estado de Puebla. Sus coordenadas geográficas son los paralelos 19°47′6″ y 19°58′36″ de latitud norte y los meridianos 97°18′54″ y 97°23′18″ de longitud oeste. Limita al norte con el municipio de Hueytamalco, al oeste con los de Chignautla y Hueyapan, al suroeste con el de Chignautla, al sureste con el de Xiutetélco.
La mayor parte del municipio se localiza dentro de la región morfológica de la Sierra Norte de Puebla, que a su vez es una sección de la Sierra Madre Oriental. La Sierra Norte o Sierra de Puebla está formada por sierras más o menos individuales, separadas por los valles y que en Teziutlán están separadas por los ríos El Calvario, Xólolt y Xoloco, que son los ríos que bajan y desembocan al Golfo de México. Solo el extremo norte a partir de la cota 1000 pertenece al declive del Golfo.
En el poniente del municipio se levantan los cerros Pico de Águila, Ozuma, Toxcaixtac, Petronaltépetl, que conforman una cadena que comparte con Chignautla conociéndose como el Cerro de Chignautla, cuyo punto más alto está a 2560 m s. n. m., es la imagen de esta ciudad y en donde se han creado varias leyendas en torno al mismo, en la cima esta el Cristo del Señor de la Montaña, uno de los más altos de México, desde el cual se pueden ver los Llanos de San Juan, el Cofre de Perote y buena parte de la sierra nororiental de estado de Puebla, e incluso, justo antes del amanecer se puede ver la costa veracruzana. La serranía al sur de la región alcanza alturas de 3150 m s. n. m. en el cerro Hilillo en el municipio de Chignautla, en la parte norte del municipio la altitud es de solo 700 m s. n. m., propiamente Teziutlán cuenta con una elevación de 1990 m s. n. m.
Teziutlán también cuenta con grandes zonas boscosas, donde se desarrolla diversos tipos de árboles como el ocote, encino, el pino colorado, el liquidámbar y el jaboncillo y también algunos árboles frutales como pera, aguacate y durazno; sin embargo, las zonas bajas del municipio han sido fuertemente deforestadas lo que ha hecho desaparecer su vegetación original. En este municipio se conserva la reserva ecológica de El Colihui uno de los últimos bosques de niebla de México y el mundo.

### Hidrografía
El municipio se localiza en la vertiente hidrográfica septentrional del Estado de Puebla, vertiente constituida por las cuencas parciales de los ríos que desembocan en el Golfo de México, y se caracterizan por sus ríos jóvenes e impetuosos.
El municipio es recorrido por varios ríos permanentes que en general lo bañan de sur a norte, destacan los siguientes: el río Xolóatl, que nace en las estribaciones del cerro Tesivio y recorre el municipio por más de 15 kilómetros, comunicándose posteriormente al río Las Margaritas afluente del río Viejo que a su vez es tributario del Tecolutla.
El río Chorrorrito, que nace al sur de San Sebastián y con los afluentes que recibe de la sierra ubicada en el poniente, forma el Calapan, afluente del Apúlco que a su vez es uno de los principales tributarios del Tecolutla.
Los ríos Barrosta y Ateta, que baña el Suroeste y se une al Xoloatl. Los ríos Ixtipan e Ixtlahuaca, que corre al oriente de Teziutlán y forma el río María de la Torre que desemboca en la Laguna ubicada cerca de la costa, al norte de Nautla.
El río El paso que nace en el complejo montañoso de la Ventilla, recorre el norte y se une posteriormente al Mesonate, afluente del Tecolutla. Cabe mencionar la existencia de manantiales, acueductos y arroyos intermitentes que se unen a los ríos mencionados.

#### Hidroeléctrica Atexcaco
En marzo de 2008, se inició un ambicioso proyecto de ingeniería en la localidad de Atexcaco, ubicada entre los municipios de Teziutlán y Hueyapan, Puebla, con una inversión de 100 millones de dólares para la construcción de una planta hidroeléctrica. Esta obra tuvo un gran impacto en la región, generando más de 200 empleos en sus primeras fases.
La planta cuenta con cuatro estructuras diseñadas para canalizar agua a través de dos túneles. El primero tiene una longitud de 1000 metros, y el segundo se extiende a 6000 metros. El agua transportada desemboca en un tanque de regulación, que luego la envía a presión por una tubería de 700 metros hasta la casa de máquinas, ubicada en una caverna a 400 metros de profundidad. Allí, dos generadores y dos turbinas convierten la energía hidráulica en energía eléctrica, que posteriormente se transmite a una subestación, donde transformadores adaptan la electricidad para ser distribuida a la red de la Comisión Federal de Electricidad (CFE).
Aunque la construcción se completó en 2011, en el último trimestre de 2013, la empresa Autlán adquirió el control de la Central Eléctrica de Atexcaco (CEM), creando su División de Energía, hoy conocida como Autlán Energía. Esta adquisición ha permitido lograr los objetivos de rentabilidad y crecimiento de la compañía.
Una característica importante de esta central es que pertenece a la categoría de "Hidroeléctricas a Filo de Agua", lo que significa que genera energía en armonía con el entorno natural, minimizando el impacto en la flora y fauna locales. Gracias a este enfoque ambiental, la planta ha obtenido la certificación de Industria Limpia por parte de la PROFEPA, además de las certificaciones ISO 45001 (salud y seguridad laboral), ISO 9001 (calidad), e ISO 14001 (gestión ambiental).

### Ecosistemas
El municipio cuenta con una rica variedad de ecosistemas forestales, especialmente en las áreas del norte. En estas zonas predominan los bosques mesófilos de montaña, que son predominantemente de encino, con algunas áreas mixtas de pino-encino. Este tipo de bosque alberga una rica biodiversidad de especies vegetales nativas, incluyendo el pino colorado, el liquidámbar, el encino y el jaboncillo.
Entre la fauna nativa de estos ecosistemas, se destacan diversas especies que contribuyen a la biodiversidad local. Entre los mamíferos, se pueden encontrar el mázate, las zorras y los zorrillos. Las aves canoras como el clarín también son representativas de la fauna local. Además, el área alberga diversas especies de reptiles, como la víbora de cascabel.
La presencia de estos ecosistemas y especies nativas es fundamental para la biodiversidad del municipio, proporcionando hábitats esenciales para la flora y fauna locales y contribuyendo a la estabilidad ecológica de la región.

## Desastre de 1999
El 5 de octubre de 1999 ocurrió un gran deslave que se cobró la vida de más de 107 personas, más de 45 casas fueron arrastradas por un gran alud dejando a más de 500 personas sin hogar. Esto ocurrió detrás del panteón municipal de la ciudad, en el barrio de La Aurora. Los principales factores fueron:
- Durante el mes de septiembre se presentaron precipitaciones más intensas de lo habitual.
- Entre el 4 y 5 de octubre cayeron 743 mm de lluvia que es más de la mitad de lo que llueve en un año.
- El barrio de la Aurora es un asentamiento irregular ubicado en una ladera.
- Días antes ocurrió un sismo de una magnitud de más de 5° Richter.
- Ocurrió otro pequeño sismo la mañana del día del desastre.
- Toda la Ciudad de Teziutlán esta asentada sobre depósitos piroclásticos provenientes de la caldera del volcán Los Humeros, por lo que no hay la suficiente estabilidad para este tipo de asentamientos.
- La mayor parte de los habitantes del municipio estaban en sus casas porque la ciudad estaba incomunicada debido a los deslaves, las clases estaban suspendidas y las maquilas que es donde trabajaba la mayor parte de la población estaban cerradas.
- La lluvia fue ininterrumpida desde el 30 de septiembre al 13 de octubre debido a la interacción entre la depresión tropical N.º 11 y el Frente frío N.º 5.

Muchos voluntarios acudieron a ayudar a la población, generalmente vecinos, al principio se quiso ocultar lo que estaba pasando pero los medios de comunicación locales lo dieron a conocer. Es la mayor tragedia registrada en el municipio.

## Turismo
Teziutlán es un destino turístico en Puebla que ha ganado notoriedad por su proximidad a otros lugares turísticos como los manantiales de Chignautla y Cuetzalan. Sin embargo, la localidad enfrenta limitaciones significativas en términos de infraestructura y desarrollo turístico.
La región es conocida por sus paisajes montañosos y por "La Ruta de la Niebla", que ofrecen un entorno natural interesante, pero la infraestructura para actividades al aire libre y ecoturismo es básica. Los visitantes pueden encontrar algunas oportunidades para disfrutar de la naturaleza, pero las instalaciones para el turismo son limitadas y no están a la altura de los estándares más altos.
La gastronomía local, que incluye platos como mole, pipián, milanesas de res, tlayoyos y chilposo, es una de las fortalezas de Teziutlán. Estos alimentos reflejan la rica tradición culinaria de la región y son bien recibidos por quienes buscan experimentar la cocina local.
Aunque Teziutlán ha sido designado como Pueblo Mágico por la Secretaría de Turismo (SECTUR) el 26 de junio de 2023, esta denominación no ha ido acompañada de un desarrollo turístico proporcional. La infraestructura turística del municipio sigue siendo rudimentaria, con pocos servicios adecuados para turistas y una oferta limitada de alojamientos y restaurantes. Este reconocimiento ha puesto en evidencia el potencial de la localidad, pero también ha resaltado la necesidad urgente de mejoras en la infraestructura y los servicios para lograr una experiencia turística más completa y atractiva.
En comparación, Orizaba, ubicada en Veracruz, presenta un desarrollo turístico más avanzado ya que cuenta con una infraestructura turística más completa, incluyendo una mayor variedad de alojamientos, restaurantes y actividades recreativas, que aportan una experiencia turística más rica y diversificada. La infraestructura en Orizaba está mejor desarrollada para satisfacer las necesidades de los turistas, contrastando con la oferta más limitada en Teziutlán.

### Lugares de interés
Teziutlán a pesar de que tiene varias deficiencias en su infraestructura y lugares de carácter turístico, cuenta con varios puntos de interés que destacan por su valor histórico y arquitectónico. A continuación, se presentan algunas de las principales atracciones:

#### Templo Expiatorio de Texaxaca

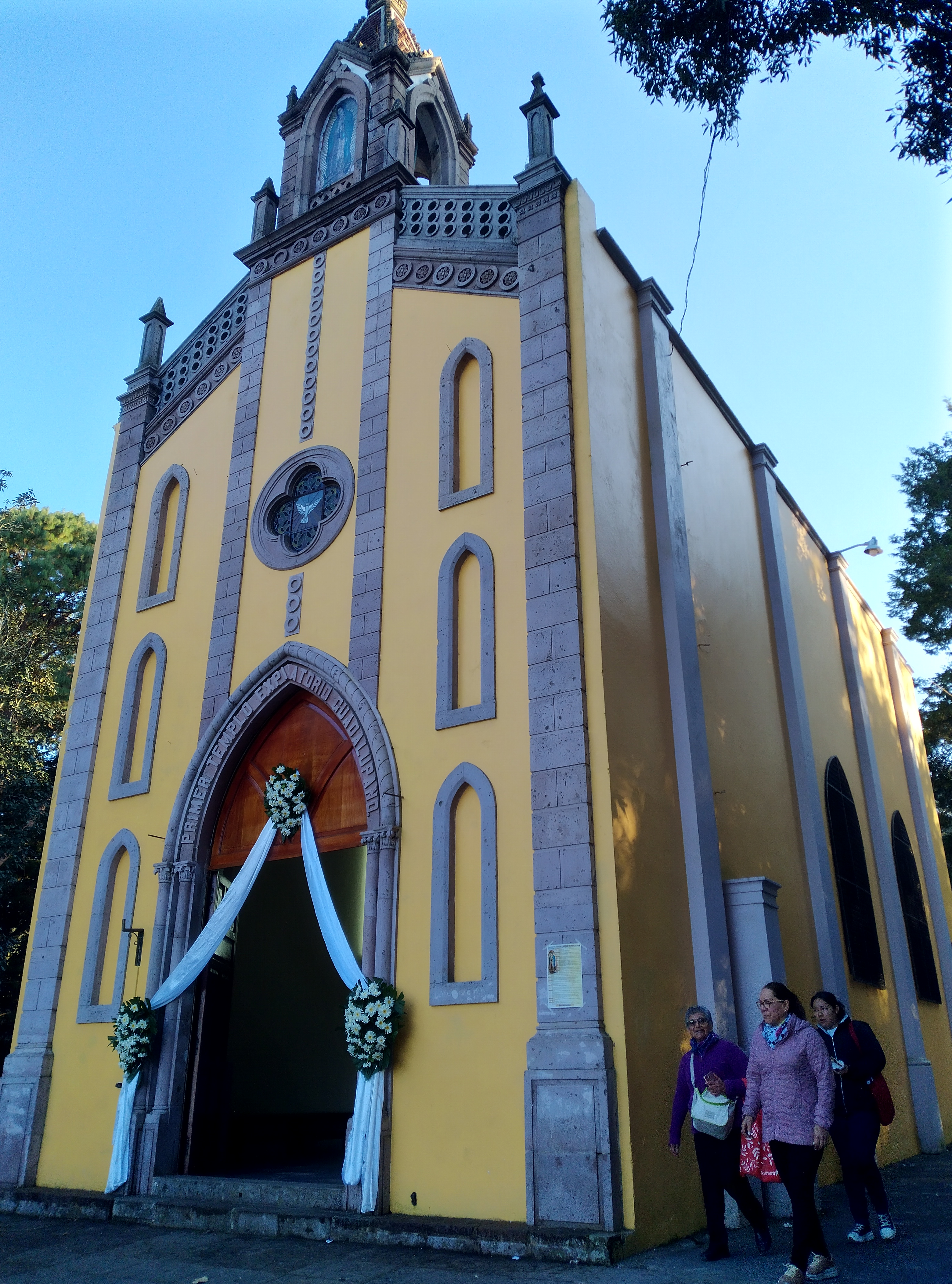
Templo Expiatorio de Texaxaca en 2022

Este templo es el primero de su tipo en la República Mexicana. Se destaca por ofrecer una vista panorámica impresionante de Teziutlán, siendo un lugar ideal para apreciar el paisaje natural y urbano del municipio. El Templo Expiatorio de Texaxaca comenzó su construcción el 12 de julio de 1925 en lo alto del cerro de Texaxaca, en medio del bosque. Se utilizaron fragmentos del altar dañado durante un atentado en 1921, lo que le confiere una identidad especial. La ubicación de difícil acceso permitió una construcción discreta durante el periodo de la guerra Cristera (1926-1929). La estructura se completó el 12 de enero de 1932 y fue el primer templo expiatorio en México. A finales de 2017, el templo y sus alrededores fueron reparados y mejorados, lo cual es notable para los visitantes.
Además menciona que:
"El día en que se celebra la fiesta patronal del templo expiatorio guadalupano de Texaxaca es el 12 de diciembre, día de la Virgen de Guadalupe.
El 12 de diciembre es día de fiesta nacional en México, pues la virgen de Guadalupe es la figura advocativa de mayor importancia en nuestro país.
Por lo anterior, no sólo en el tempo expiatorio de Texaxaca, sino en todo el país, y especialmente en la Basílica de Guadalupe (donde ocurrió el atentado del que hablé al inicio), se congregan miles de fieles, para festejar a la patrona de México."

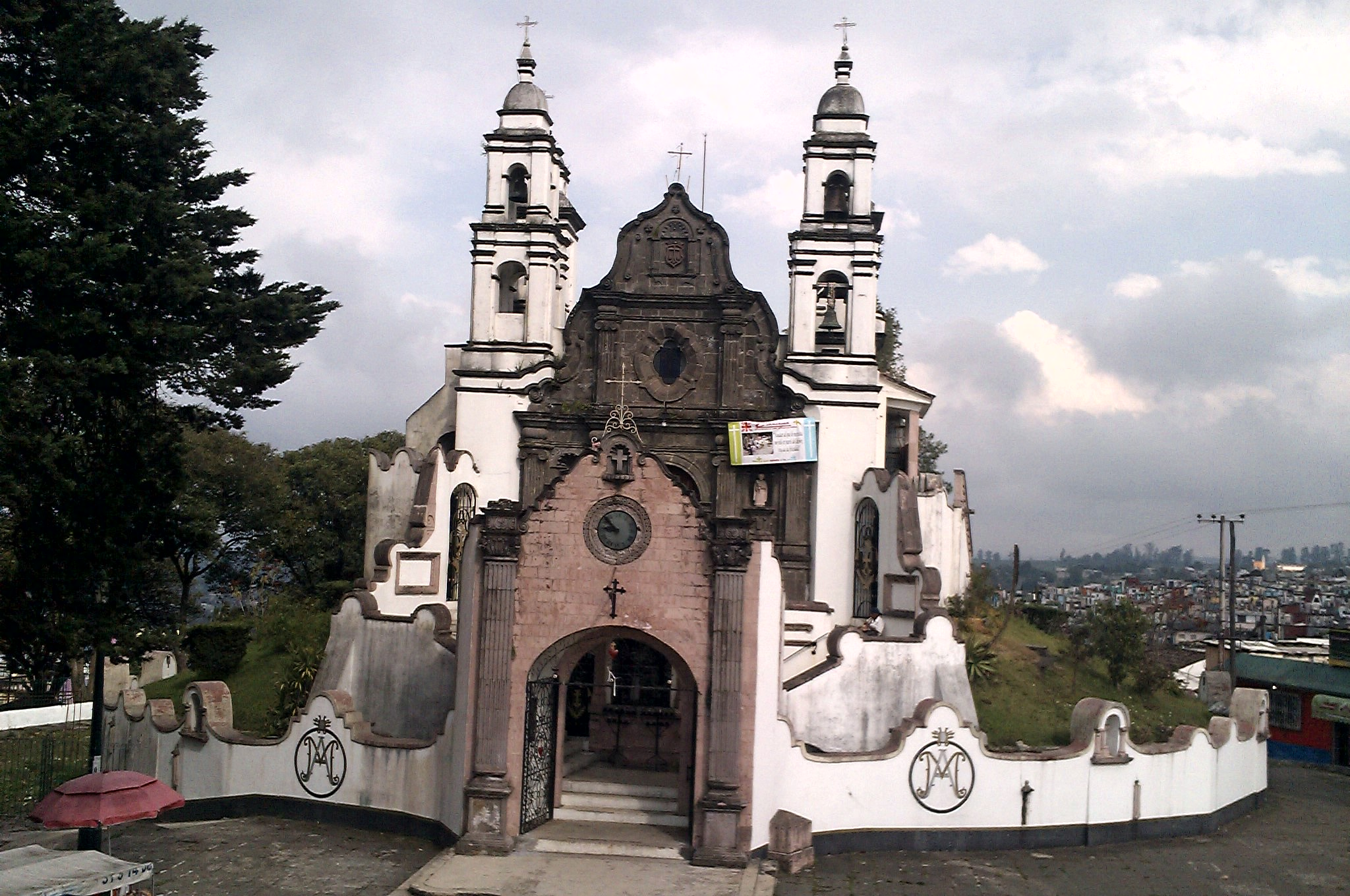
Capilla de Nuestra señora del Carmen

#### Santuario de Nuestra Señora del Carmen
El Santuario de la Virgen del Carmen, de arquitectura colonial del siglo XVIII, es único en Latinoamérica por sus cuatro torres idénticas. La capilla está dedicada a la Virgen del Carmen, cuya imagen proviene de España y se encuentra en el interior del templo, junto con una decoración barroca dorada en madera y una planta de cruz latina. Cada 6 de julio, se celebra una gran fiesta en honor a la Virgen, con una procesión desde el santuario hasta la Santa Iglesia Catedral, adornada por los vecinos con colores amarillo y café.
Es una de las patronas más importantes de la ciudad y que por ende se hace una gran fiesta en su honor.

#### Catedral de Teziutlán

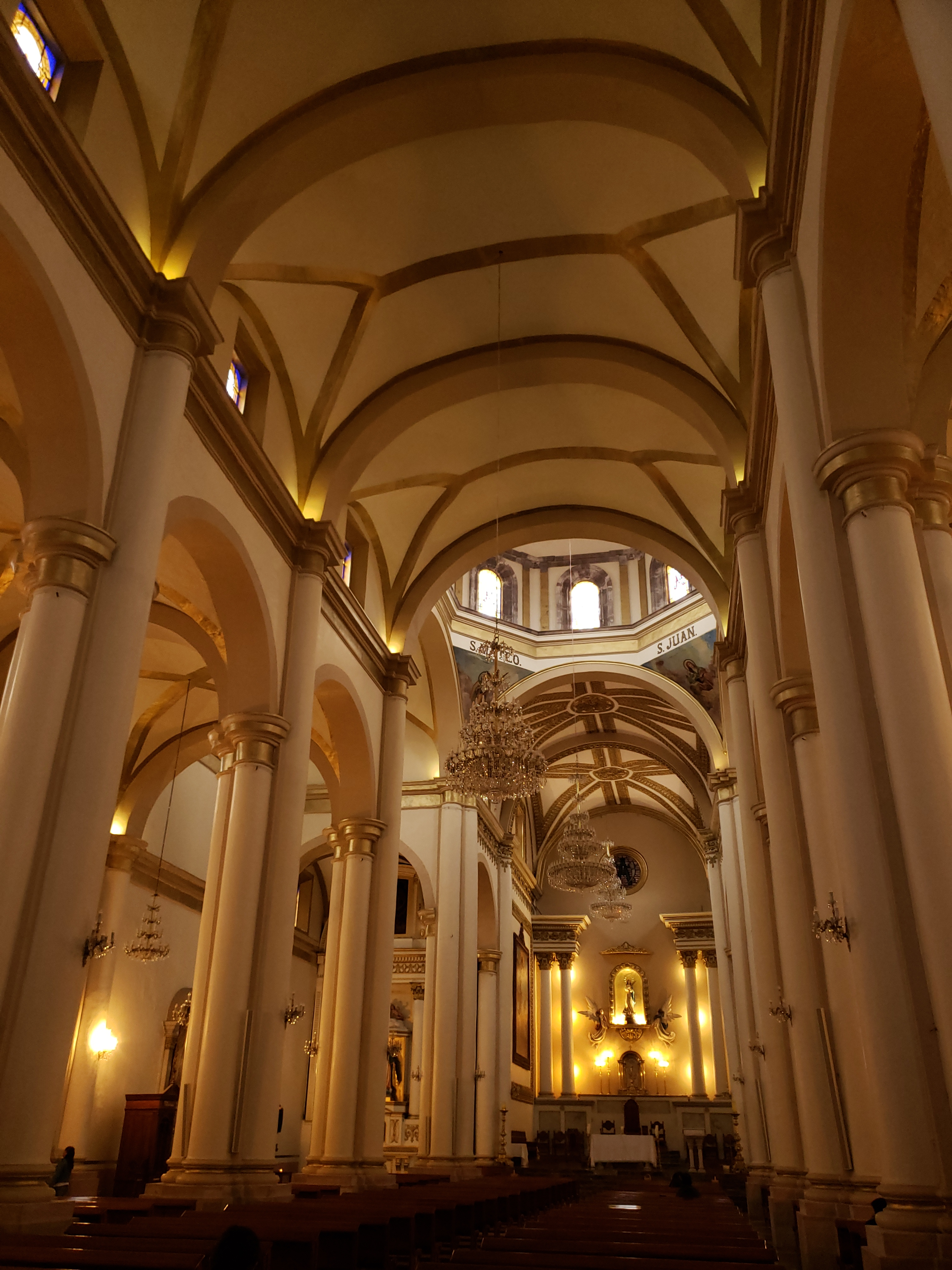
El interior de la Santa Catedral de Teziutlán

Es el lugar por excelencia de la ciudad y icono de distintas fotos que rondan en la red. Dedicada a Santa María de la Asunción, la Catedral de Teziutlán tiene una larga historia que data desde el siglo XVI, cuando apenas era un ermita.
En 1931 fue elevada a catedral, gracias al cambio de sede episcopal, que pasó de encontrarse en Papantla, a ubicarse en Teziutlán y Para estar a la altura de la dignidad del nombramiento, se acordó convertir a la capilla del Rosario en la Catedral de Teziutlán.
La construcción inició en 1952, para lo que se mandaron a labrar 4,388 piezas de piedra de cantera rosada, provenientes de la comunidad de Xaltipan, mismas que se usaron mayoritariamente para el frontispicio.
La construcción finalizó dos años después, en 1954, bajo la dirección de los ingenieros Eduardo Acevedo y Daniel Rodríguez, así como con la ayuda de los canteros Ricardo Medina y Ambrosio Medina.

#### Teatro Victoria
Construido en 1880, el Teatro Victoria es una joya arquitectónica de estilo francés. Ha sido testigo de numerosos eventos culturales y ha recibido a destacadas personalidades a lo largo de su historia, También fue conocido como El Cine Variedades en el siglo XX donde se proyectaron grandes cintas como El Padrino, La Naranja Metálica o las películas del cine de La Época de Oro del cine Mexicano, Fue abandonado a finales de los 90s y rescatado en 2006, Es actualmente uno de los teatros centenales de Puebla.

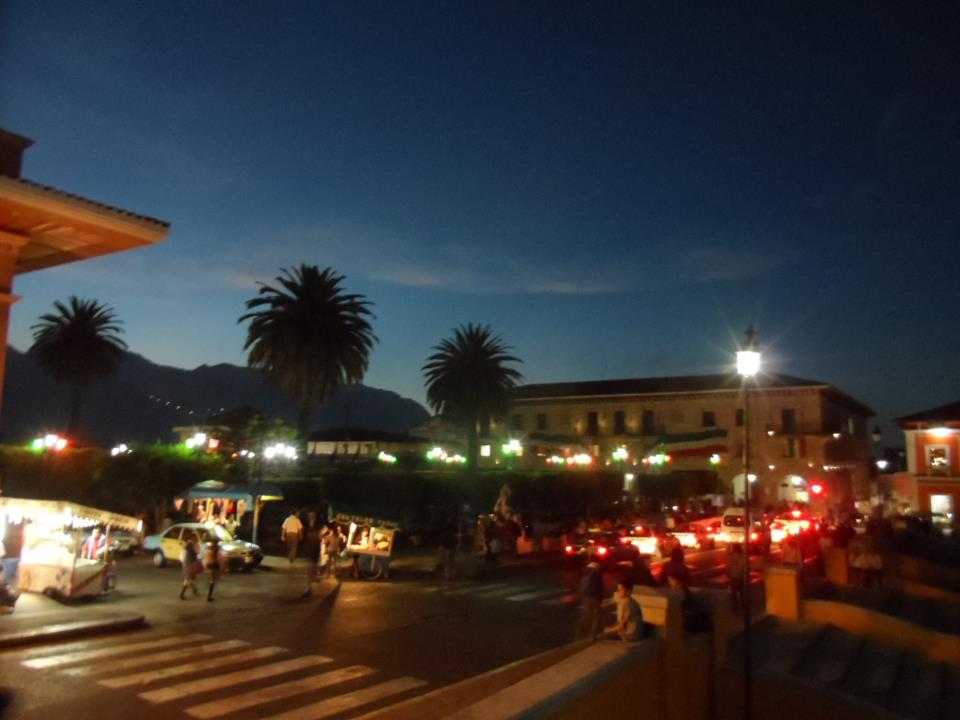
Palacio y parque municipal

#### Palacio Municipal
Es el hub político principal y el centro de operaciones de la ciudad, Ahí se encuentra el ayuntamiento y varias dependencias del gobierno, Su historia inicia en el siglo XIX como una casona que fue adquirida por el gobierno de la época, En el siglo XX se hizo una gran remodelación que posteriormente fue en 1946 inaugurado por el mismo Manuel Ávila Camacho, Su construcción refleja el estilo y la importancia política de la época.

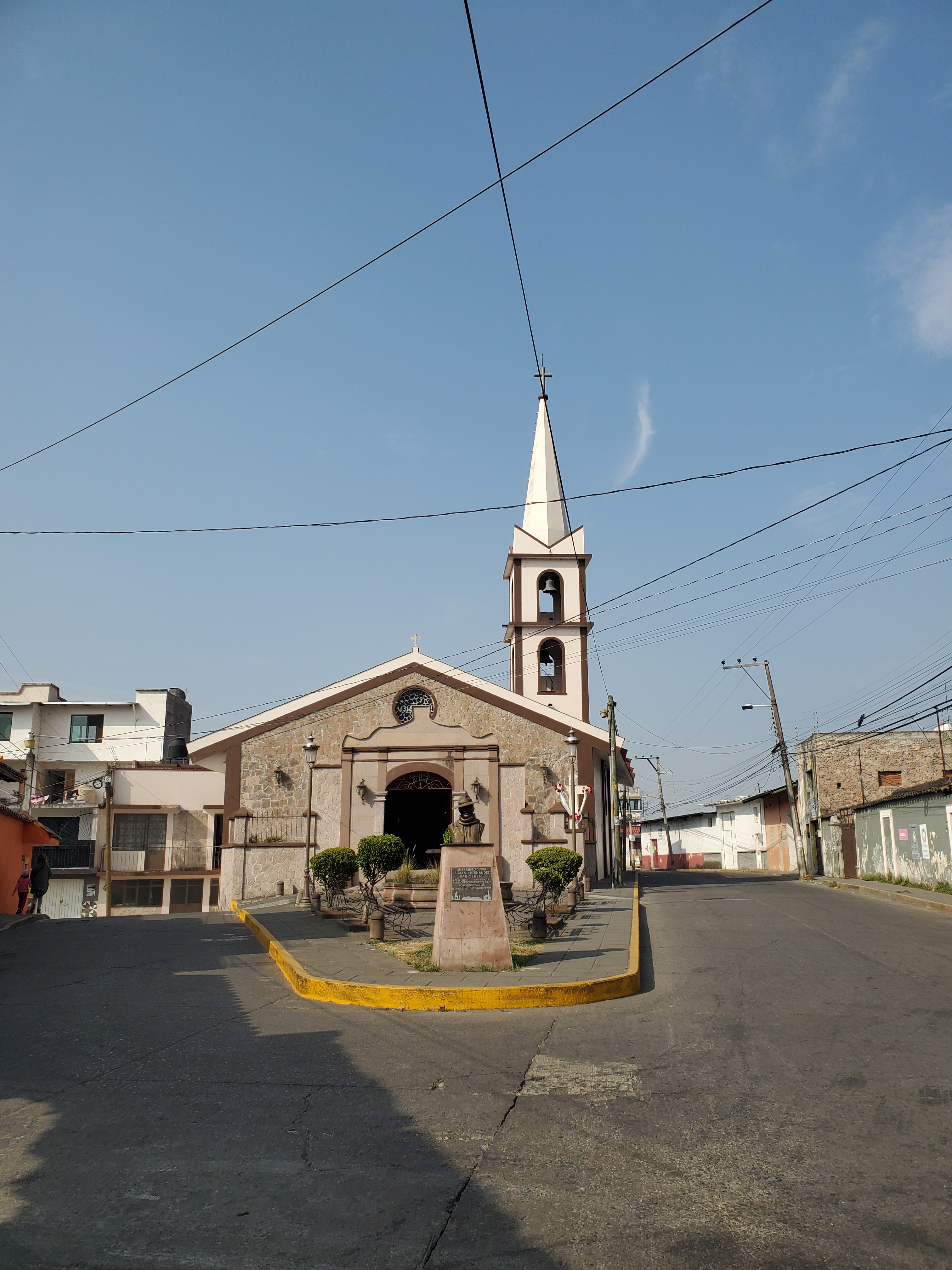
La capilla de San Francisco en 2024

#### La iglesia de San Francisco
Ubicada en el barrio de San Francisco, cerca de San Cayetano (Cipreses), uno de los barrios más acomodados de la ciudad, la Capilla de San Francisco es una de las estructuras religiosas más antiguas de Teziutlán, ya que fue bendecida en 1758. Originalmente, su arquitectura era bastante rudimentaria, construida con barro y piedras típicas de la época. Sin embargo, en 1976, se llevó a cabo una remodelación significativa que transformó su apariencia: se reemplazaron las piedras y el barro por cantera rosa y cemento. Además, la torre de la capilla experimentó un cambio drástico al abandonar su diseño original de cúpula por un diseño moderno. Otros cambios de las sucesivas remodelaciones de 2007, 2011 y 2015, incluyeron la reposición de la fuente, la construcción de una plazuela, y la colocación de bancas para los feligreses y población en general.

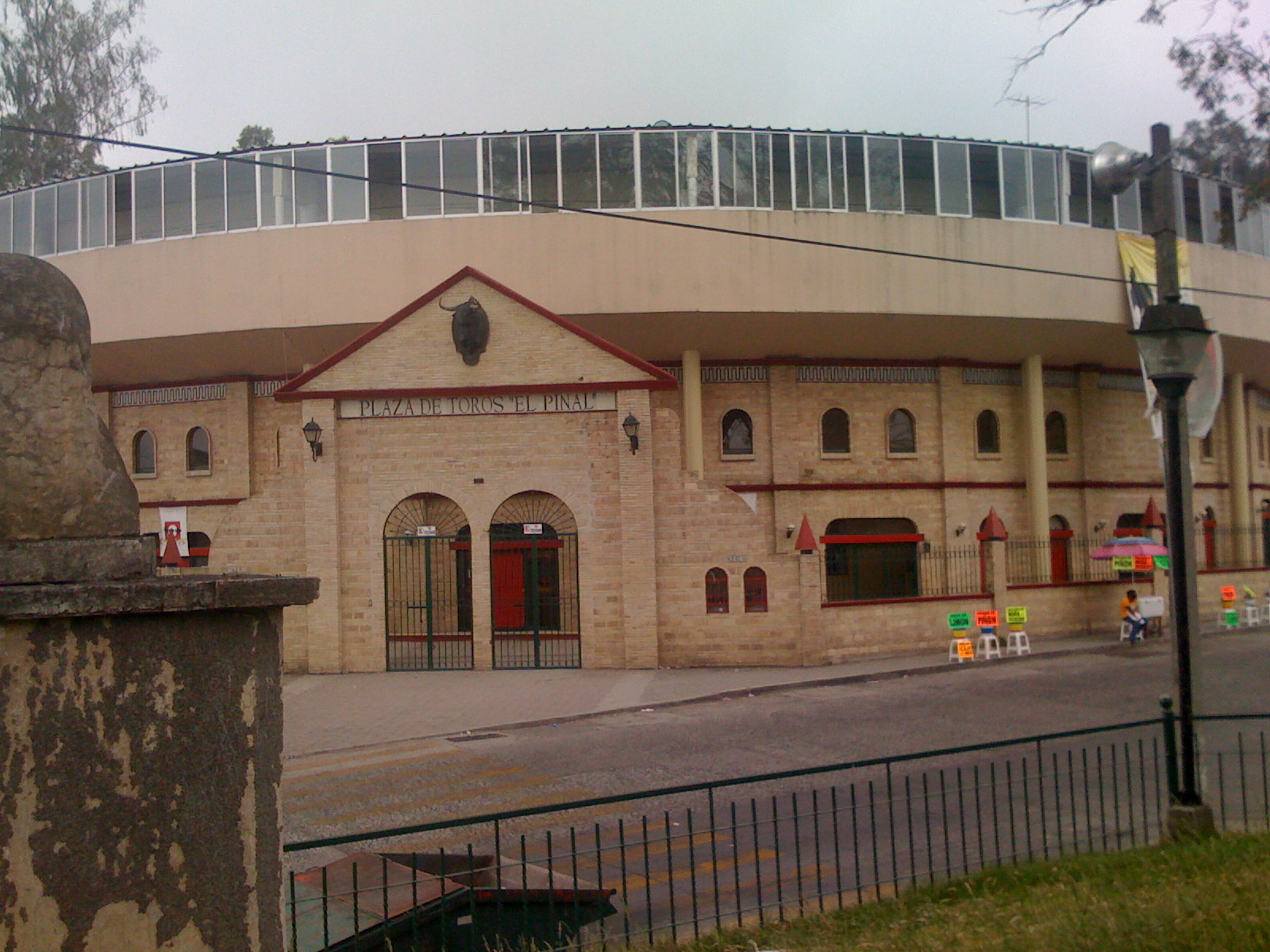
La Plaza de Toros

#### Plaza de Toros El Pinal
Inaugurada entre 1951 y 1954, esta plaza de toros tiene una capacidad para 7,000 personas cómodamente y en una configuración de alta densidad caben unas 20,000, fue la primera y la única en Latinoamérica en ser techada. Se remodelo en el año de 2005 para mejorar su estructura tanto estéticamente como estructuralmente, Es un importante sitio para eventos taurinos y culturales en Teziutlán.

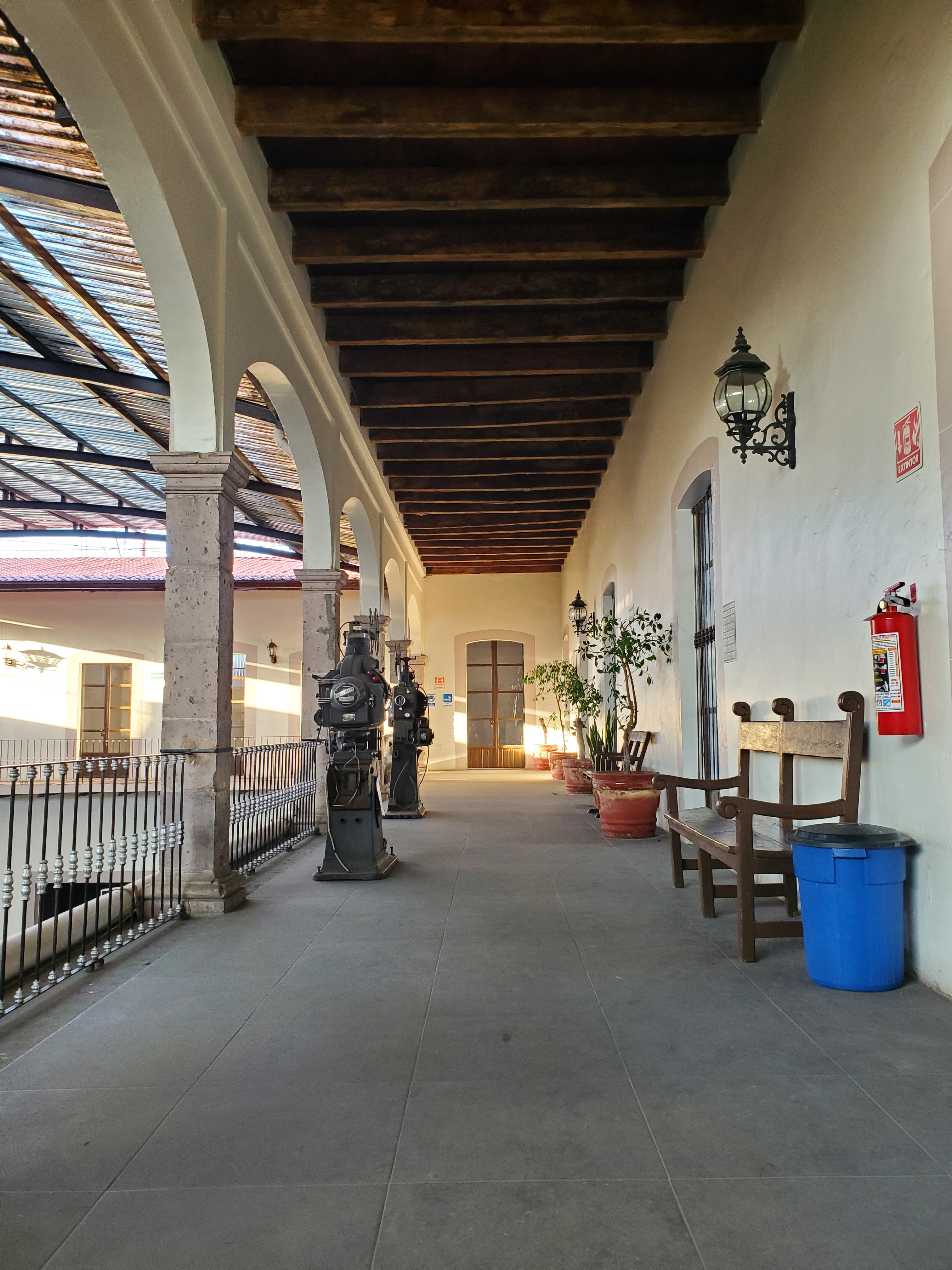
Interior de la Casa de Cultura en Teziutlán

#### Casa de Cultura
Se sabe que fue construida a mediados del siglo XIX a base de cal y canto, y protegida de las lluvias y los rayos del sol con grandes tejas.
Al interior, los visitantes caminarán sobre piso de duela, y, al levantar la mirada, podrán observar las vigas de pino características de la región serrana. A lo anterior hay que añadir la cantera teziuteca, que conforma los muros y paredes, así como los pasillos, patios, arcos, marcos y balcones. Esto otorga no sólo una enorme resistencia al inmueble, sino que da la impresión de durabilidad así como de comodidad y suntuosidad.

Actualmente es la casa de cultura en donde se organizan exposiciones de libros y artículos de la ciudad con varios salones, locales y museos.

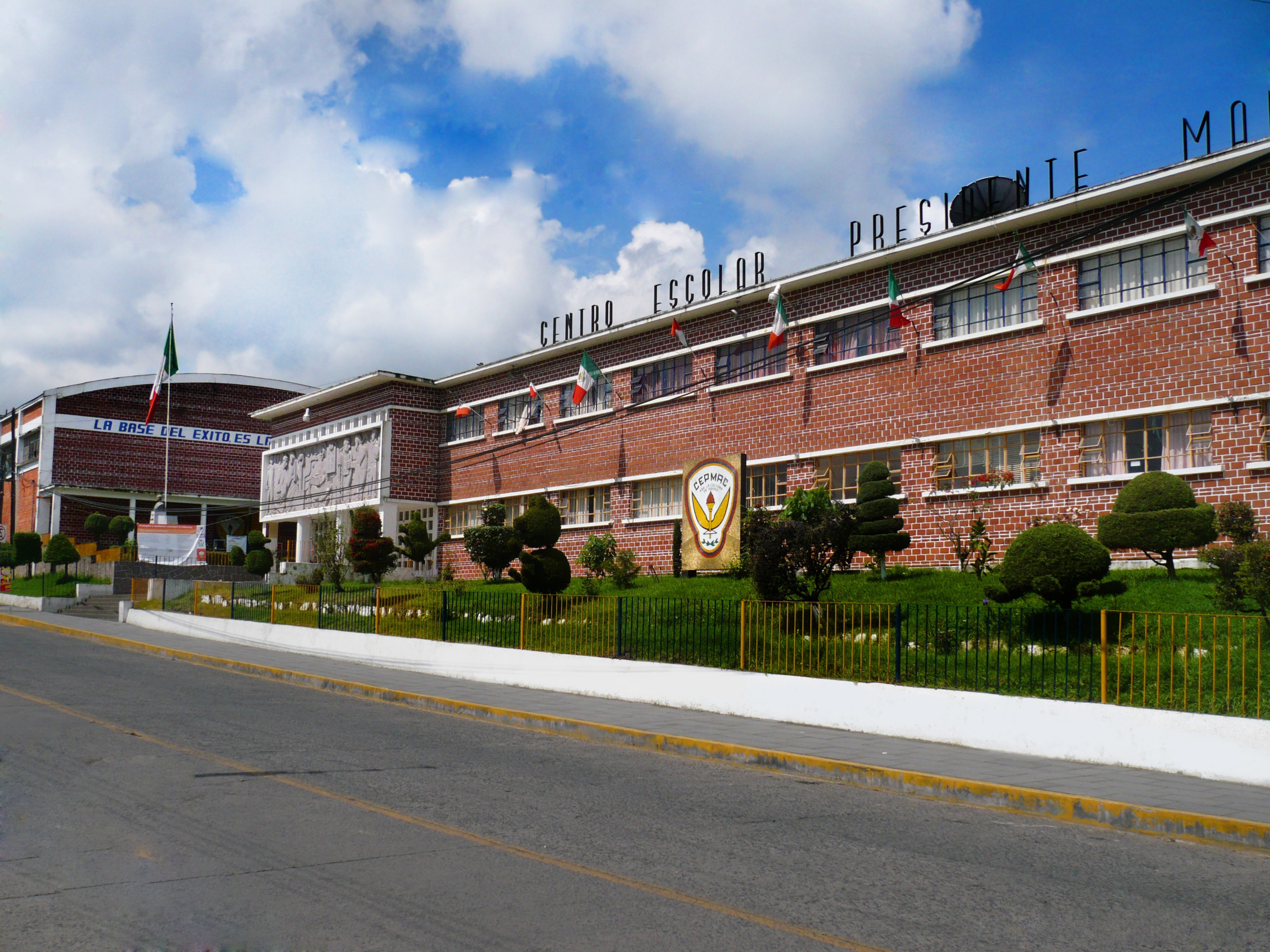
Centro Escolar Poblano Manuel Ávila Camacho (C.E.P.M.A.C.)

#### Centro Escolar Poblano Manuel Ávila Camacho (C.E.P.M.A.C.)
Construido en los años 50 durante la presidencia de Manuel Ávila Camacho y la gubernatura de Rafael Ávila Camacho, el Centro Escolar Poblano Manuel Ávila Camacho (C.E.P.M.A.C.) es una institución educativa que ofrece desde kínder hasta bachillerato. Con capacidad para 3,000 estudiantes, el centro contaba con modernas instalaciones y una variedad de talleres adaptados a los diferentes niveles educativos.
El C.E.P.M.A.C. ha sido una de las construcciones más significativas en la ciudad, destacándose por su calidad educativa, su historia y su impacto en la comunidad teziuteca. Lamentablemente, en 2014 sufrió una remodelación que resultó en la destrucción de su fachada original, causando un daño irreversible al carácter histórico del inmueble y afectando negativamente la identidad arquitectónica de la zona.

#### Las Casonas de Teziutlán
Teziutlán, conocido por su rica herencia cultural y arquitectónica, alberga una serie de casonas históricas que reflejan la evolución de la ciudad a lo largo de los siglos. Estas construcciones no solo son testimonio de la arquitectura colonial y republicana, sino también de la importancia social y económica de sus propietarios en diferentes épocas tal como es expresada en el corte de cara del pan coupé o chaflán.

## Demografía
El municipio de Teziutlán ha experimentado cambios significativos en cuanto a su población y características demográficas. Según datos recientes del INEGI, la población total del municipio es de aproximadamente 103,583 habitantes, representando el 1.6% de la población del estado de Puebla. La cabecera municipal, la ciudad de Teziutlán, cuenta con una población de 62,849 habitantes, consolidándola como un centro regional importante.
En términos lingüísticos, el náhuatl sigue siendo la lengua indígena más hablada, con 6,297 hablantes, seguido por el totonaco con 175 hablantes y una menor presencia de la lengua maya con 21 hablantes. Esta diversidad lingüística refleja la influencia de las comunidades indígenas que residen en la región, aunque en menor medida comparado con otras partes del estado.
Además, Teziutlán, gracias a su ubicación estratégica entre los estados de Puebla y Veracruz, mantiene una población flotante de más de 25,000 personas que diariamente se desplazan desde municipios cercanos como Tlatlauquitepec, Chignautla, y Xiutetelco en Puebla, y desde Jalacingo, Altotonga, y Tlapacoyan en Veracruz. Esta dinámica contribuye al crecimiento económico y educativo de la ciudad.

### Zona Metropolitana de Teziutlán
La Zona Metropolitana de Teziutlán (ZMTZ) es un área metropolitana de México ubicada al nororiente del estado de Puebla.
La zona metropolitana de Teziutlán ha experimentado un crecimiento significativo. Desde 2019, el Fondo Metropolitano ha contemplado la expansión de esta área con municipios adyacentes. Actualmente, la zona metropolitana está integrada por Teziutlán y Chignautla, pero está en proceso de ampliarse a incluir Xiutetélco y Jalacingo (Veracruz), con lo cual se consolidará como la tercera zona metropolitana más grande del estado de Puebla. En su conjunto, esta área metropolitana tiene una población estimada de 138,806 habitantes y se espera que continúe en crecimiento en los próximos años.

## Economía
La población económicamente activa del municipio es de 31 296 personas. Teziutlán es líder en generación de empleos y economía, gracias a la industria de la maquila y a casi 10 mil comercios establecidos en el municipio; Lo hace que es sea una potencia ejecutiva en toda la región, por ende sigue siendo una de las más destacadas en el estado de Puebla, con una fuerte base en la industria textil y el mobiliario. Estas actividades han sido clave desde hace varias décadas, colocando a la región como un centro industrial relevante. En particular, la industria textil ha recibido apoyo para su reactivación tras algunas crisis, y los productos de esta zona, especialmente prendas de maquila, son exportados principalmente a los Estados Unidos.
Además, la planta minera de Teziutlán, operada por Autlán desde 1970, sigue siendo una proveedora importante de ferromanganeso para la industria nacional. Esto la coloca como un pilar clave para la economía local, especialmente en el sector de ferroaleaciones.
Teziutlán cuenta con varias plazas comerciales y una importante actividad comercial que refleja el crecimiento de la ciudad. Algunas de las principales plazas comerciales incluyen:
1. Plaza Crystal: Es la más grande de la ciudad y alberga una variedad de tiendas, restaurantes y la tienda ancla Chedraui. Se encuentra en el Barrio de Francia y es un punto de referencia clave para los habitantes y visitantes de la zona.
2. Plaza La Perla: Situada en el corazón de la ciudad, debajo de la Plaza Cívica y junto a la Catedral, es un lugar tradicional para encuentros y comercio. Su ubicación céntrica la convierte en uno de los puntos más concurridos de la ciudad.
3. Galerías Martínez Herrejón: Localizada en la calle Juárez, cerca del histórico Teatro Victoria, esta plaza ofrece una mezcla de entretenimiento y compras. Es una opción popular para quienes buscan una experiencia más urbana en el centro de la ciudad.
4. Plaza Edén: Una de las más recientes adiciones al panorama comercial de Teziutlán, está ubicada en una zona en expansión, ofrece tiendas y servicios para una población creciente.

Además de las plazas comerciales, Teziutlán se caracteriza por un amplio desarrollo económico, destacándose la Central de Abastos como un punto clave para el comercio al por mayor y menor en la región.
En conjunto, la ciudad ha experimentado un crecimiento considerable en su infraestructura comercial, ofreciendo tanto a residentes como a visitantes una gama amplia de opciones en servicios, entretenimiento y compras.

## Gastronomía
Uno de los puntos fuertes de Teziutlán es la gastronomía debido a que gracias a su inigualable sabor, preparación y sazón es única en todo el estado.

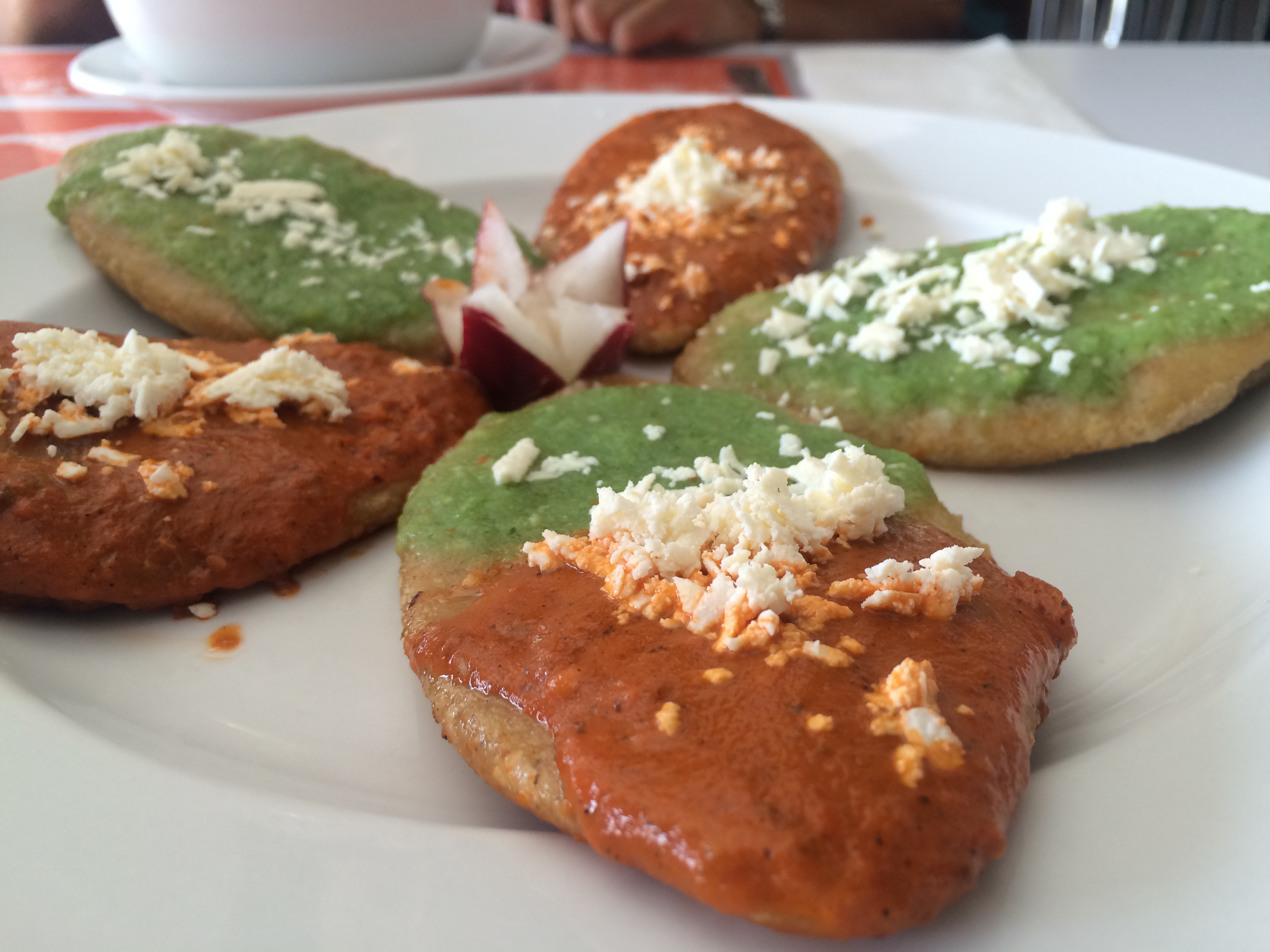
Tlayoyos

Los Tlayoyos son una versión modificada de los sopes que están hechos de maíz con un relleno que típicamente es de alberjón, pero que también puede ser de frijol, queso o algún otro alimento, Mucha gente solo va a Teziutlán solo para probar y comprar esta delicia.
Aunque los Tacos al pastor son la variedad de tacos más consumida a nivel nacional, En Teziutlán tienen una forma muy peculiar para preparados y por ende se le consideran una de las variantes más deliciosas en el país
El chilposo es un caldo que tiene como base la salsa de chile guajillo y chipotle, con carne de res y verduras junto con el hecho de servirse caliente, hace de este guiso sea considerado una de las mejores comidas en la zona para consumirlo en la época en invierno.
Las gelatinas de rompope, sin ser tan antiguas como los tlayoyos y siendo prácticamente un postre para adultos realizado en el siglo XX, se han ganado su muy merecido lugar en la gastronomía de la ciudad, El secreto de su éxito es la receta (secreta) del rompope junto con fina preparación de la gelatina.

## Deportes
Cuentan con los Teziutlán FC de la tercera división mexicana, cuenta además con varias ligas de fútbol y basquetbol, una escuela de fútbol americano y gimnasios dedicados a la enseñanza de box, lucha libre y fisicoculturismo.
Teziutlán es sede de los Leones Dorados Fútbol Club de la naciente Liga de Balompié Mexicano
Así mismo cuentan con los "Potros" del Deportivo Teziutlán, el cual fue subcampeón de 2.ª fuerza, Campeón de la primera división de la UPSL MX y campeón internacional en dicha liga.

## Transporte público y conectividad
Desde la época del Porfiriato, Teziutlán ha sido una región notablemente conectada y comunicada con numerosas comunidades y municipios. Uno de los hitos más significativos en la historia del transporte de la ciudad fue la antigua estación del ferrocarril de Teziutlán, inaugurada el 5 de mayo de 1900. Esta estación formó parte del ramal de vía angosta que conectaba la ruta Oriental con Teziutlán, y su construcción fue clave para activar el dinámico comercio de la región. A través de esta estación, se transportaban productos agrícolas esenciales como café, caña de azúcar y otros cultivos, lo que impulsó el desarrollo económico local y mejoró el acceso a mercados más amplios.
Sin embargo, con el avance de la tecnología y el auge de medios de transporte más eficientes, la estación fue desactivada en 1993. A pesar de su cierre, la estación del ferrocarril sigue siendo un símbolo de la rica historia de Teziutlán y su papel en la conectividad regional. Su arquitectura histórica ha sido objeto de interés y conservación, representando una época en la que el ferrocarril era el principal medio de transporte.
Durante la década de los 90, la transformación del sistema de transporte en Teziutlán continuó con la colaboración entre las líneas de autobuses ADO, VÍA y AU, que llevaron a la construcción de la Terminal de Autobuses de Teziutlán. Esta terminal se ha convertido en un punto clave para la conexión de la ciudad con otras áreas del estado y del país. Su inauguración no solo facilitó la movilidad de los habitantes, sino que también promovió el turismo local.

### Sistema de Transporte Actual
Hoy en día, Teziutlán cuenta con un sistema de transporte público altamente eficiente en comparación con otras localidades. Este sistema incluye:
- Colectivos: Las Rutas 1, 2 y 3 abarcan diferentes zonas de la ciudad y áreas suburbanas, permitiendo un acceso fácil y rápido a diversas partes de Teziutlán.
- Servicios de urbanos: Las líneas Urbanos Verdes (R-UV) y Urbanos Rojos (R-UR) ofrecen un servicio regular y accesible, siendo una opción popular entre los residentes para desplazamientos diarios.
- Taxis: Disponibles en toda la ciudad, ofrecen una opción de transporte más personalizada y conveniente, ideal para quienes buscan una mayor flexibilidad en sus desplazamientos.
- Líneas de autobuses: Estas líneas conectan prácticamente todas las comunidades y barrios del municipio, garantizando que los habitantes tengan acceso a servicios esenciales y oportunidades laborales.

Con más de 100 rutas disponibles, el transporte público abarca destinos lejanos como Matamoros, Tampico, Tuxpan, Veracruz, Ciudad de México (MEX TAPO), Texcoco, Tehuacán, San Martín Texmelucan y Misantla. También incluye conexiones a destinos cercanos como Papantla, Poza Rica, Xalapa y Veracruz, lo que refuerza la importancia de Teziutlán como un nodo de conectividad en la región.

### Datos Relevantes sobre el Transporte en Teziutlán
- Flota de Transporte: La mayoría de los vehículos de transporte público en Teziutlán son modernos y se actualizan periódicamente
- Tarifas: Las tarifas de los colectivos y autobuses son económicas, permitiendo que la población tenga acceso a un sistema de transporte asequible y eficiente. Siendo más barato que la media.
- Servicios online: Teziutlán tiene servicios como Rappi, Didi, Pronto para hacer el transporte más cómodo y personal.

## Personas destacadas
- Manuel Ávila Camacho
- Maximino Ávila Camacho
- Rafael Ávila Camacho
- Roberto Casas Alatriste
- Juan Cordero
- Antonio Espino "Clavillazo"
- Vicente Lombardo Toledano
- Rafael Martínez de la Torre
- Marcelino Murrieta Murrieta
- Alfredo Bojalil Gil
- Yolanda Ramírez
- María del Carmen Millán Acevedo
- María Lombardo de Caso
- Josefina Vázquez Mota